# 中村重友
中村 重友（なかむら しげとも）は、戦国時代の武将。尾張国出身。阿波海部城主。初名は次郎左衛門。通称は右近太夫。息子は大西城主などを務めた中村重勝（右近）。

## 生涯
尾張国中村郷（現在の愛知県名古屋市中村区）の小領主として織田信長や豊臣秀吉に仕えた。
1576年（天正4年）には天王寺合戦に参加し、蜂須賀正勝と共に一揆勢の首を多数上げた。その後、徳島藩祖である蜂須賀家政の家老となり阿波国へ入る。
入国後は阿波九城のひとつである海部城の城主となり、重友が城主を退いた後は、息子である中村重勝（右近）が跡を継いだ。また息子の重勝は、歌舞伎役者の初代中村勘三郎の父とする説があるが、定かではない。
1600年（慶長5年）、蜂須賀家政に従い高野山登山 の最中に没すると伝わるが、没年は不詳である。